# Ostřice leskloplodá
Ostřice leskloplodá (Carex liparocarpos) je druh jednoděložné rostliny z čeledi šáchorovité (Cyperaceae). Někdy byla udávána jako Carex liparicarpos.

## Popis
Jedná se o rostlinu dosahující výšky nejčastěji 10–30 cm. Je vytrvalá, řídce trsnatá, s oddenkem. Listy jsou střídavé, přisedlé, s listovými pochvami. Čepele jsou asi 1–2 (zřídka až 3) mm široké, bledě zelené, tuhé a drsné. Bazální pochvy jsou nejčastěji nachově hnědé, síťnatě rozpadavé. Ostřice leskloplodá patří mezi různoklasé ostřice, nahoře jsou klásky samčí, dole samičí. Samčí vrcholový klásek bývá jen jeden, je krátce stopaktý až přisedlý. Samičích klásků je nejčastěji 2–3 (zřídka jen 1), jsou kulovité až úzce elipsovité, cca 5–15 mm dlouhé a asi 5–6 mm široké, obsahují cca 5–12 (zřídka až 20) květů.. Dolní listen má krátkou cca 4–8 mm dlouhou pochvu a je štětinovitý až listovitý, vyšší listeny jsou bezčepelné. Okvětí chybí. V samčích květech jsou zpravidla 3 tyčinky. Blizny jsou většinou 3. Plodem je mošnička, která je asi 3–4 mm dlouhá, silně lesklá, na vrcholu s krátkým zobánkem. Každá mošnička je podepřená plevou, která je červenohnědá, bledě lemovaná, kratší než mošnička

## Rozšíření
Ostřice leskloplodá roste v jižní Evropě a jihozápadní Asii. Na sever sahá až po jižní Slovensko, do ČR už nezasahuje. Staré údaje (19. století) z jižní Moravy jsou asi mylné. Jejím stanovištěm jsou suché trávníky a suché světlé lesy.